# Gran Premio de Potrancas
El Gran Premio de Potrancas es una carrera clásica de caballos que se disputa en el Hipódromo de San Isidro, sobre pista de césped y convoca a potrancas de 2 años, sobre la distancia de 1600 metros. Está catalogado como un certamen de Grupo 1 en la escala internacional y es parte del proceso selectivo de productos, camino a los clásicos máximos para hembras jóvenes como el Gran Premio Mil Guineas y el Gran Premio Enrique Acebal.
Se realiza junto al Gran Premio 25 de Mayo y ocupa, junto al Gran Premio Gran Criterium (misma condición, pero para machos), el lugar estelar de la reunión del día. Debido a la degradación de los clásicos Eliseo Ramírez (para potrancas) y Raúl y Raúl E. Chevalier (para potrillos), de Grupo 1 a Grupo 2, el Gran Premio de Potrancas y el Gran Premio Gran Criterium son los primeros clásicos del año en el máximo nivel que tienen los productos sobre pista de césped.

## Últimas ganadoras del Gran Premio de Potrancas
| Año  | Ganadora             | País | Jockey               | País | Padre           | País | Madre           | País | Criador                     | Caballeriza           | Colores            |
| ---- | -------------------- | ---- | -------------------- | ---- | --------------- | ---- | --------------- | ---- | --------------------------- | --------------------- | ------------------ |
| 2025 | Charm                |      | Martín Valle         |      | Strategos       |      | Roman Princess  |      | Triple Alliance S.A.        | Triple Alliance       |                    |
| 2024 | Just Be Happy        |      | Eduardo Ortega Pavón |      | Hi Happy        |      | Juana De Valois |      | Haras La Providencia        | La Providencia        |                    |
| 2023 | No Fear              |      | Brian Enrique        |      | Agnes Gold      |      | Fleche          |      | Haras Rio Dois Irmaos       | Stud RDI              |                    |
| 2022 | Tan Gritona          |      | Brian Enrique        |      | Full Mast       |      | Sallustiana     |      | Haras Gran Muñeca           | Gran Muñeca           |                    |
| 2021 | Tropeadora           |      | William Pereyra      |      | Daniel Boone    |      | Top Road        |      | Haras Santa María de Araras | Santa María de Araras | Horse racing silks |
| 2020 | No hubo por pandemia |      |                      |      |                 |      |                 |      |                             |                       |                    |
| 2019 | Ondina Dubai         |      | Adrián Giannetti     |      | E Dubai         |      | Orquestada      |      | La Esperanza                | M. de G.              | Horse racing silks |
| 2018 | Touch of Pink        |      | Francisco Gonçalves  |      | Heliostatic     |      | Tourelle        |      | Haras Santa María de Araras | El Chesco Viejo       | Horse racing silks |
| 2017 | Samba Inc            |      | Mario Fernández      |      | Include         |      | Stormy Sacra    |      | Haras La Biznaga            | M. de G.              | Horse racing silks |
| 2016 | Kononkop             |      | Altair Domingos      |      | Pure Prize      |      | Korea           |      | Haras La Providencia        | La Providencia        | Horse racing silks |
| 2015 | Sweetie Girl         |      | Juan Cruz Villagra   |      | Star Dabbler    |      | Santiaga        |      | Haras Futuro                | Haras Futuro          | Horse racing silks |
| 2014 | Safari Miss          |      | Pablo Falero         |      | Not For Sale    |      | Safari Girl     |      | Haras Santa María de Araras | Santa María de Araras | Horse racing silks |
| 2013 | Juhayna              |      | Altair Domingos      |      | Johannesburg    |      | Jus Agendi      |      | Haras La Providencia        | La Providencia        | Horse racing silks |
| 2012 | Candy Nevada         |      | Altair Domingos      |      | Pure Prize      |      | Candy Sola      |      | Haras La Providencia        | La Providencia        | Horse racing silks |
| 2011 | Una Cabeza           |      | Jorge Ricardo        |      | Leroidesanimaux |      | Potra Fabulous  |      | Haras T.N.T.                | Stud T.N.T.           | Horse racing silks |
| 2010 | Quick Val            |      | Rodrigo Blanco       |      | Val Royal       |      | Qué Llamarada   |      | Haras Orilla del Monte      | Orilla del Monte      | Horse racing silks |
| 2009 | Leading The Way      |      | Rodrigo Blanco       |      | Brancusi        |      | La Gran Portada |      | Haras Orilla del Monte      | Orilla del Monte      | Horse racing silks |
| 2008 | Cagnotte             |      | Jorge Ricardo        |      | Sunray Spirit   |      | Compagne        |      | Héctor del Piano            | Iceache               | Horse racing silks |
| 2007 | Wiskola              |      | Jacinto Herrera      |      | Roy             |      | Water Proof     |      | Haras Carampangue           | Carampangue           | Horse racing silks |
| 2006 | Miss Twins           |      | Julio César Méndez   |      | Numerous        |      | Twins Parade    |      | Haras Firmamento            | Firmamento            | Horse racing silks |
| 2005 | Miss Atorranta       |      | José Ricardo Méndez  |      | Numerous        |      | Atlanta In      |      | Haras Firmamento            | Le Fragole            | Horse racing silks |
| 2004 | Forty Marchanta      |      | Jorge Valdivieso     |      | Roar            |      | Marcha Toss     |      | Haras La Biznaga            | La Biznaga            | Horse racing silks |
| 2003 | Halo Ola             |      | Edgardo Gramática    |      | Southern Halo   |      | Esnaola         |      | Haras Firmamento            | Firmamento            | Horse racing silks |
| 2002 | Miss Terrible        |      | Edgardo Gramática    |      | Numerous        |      | Teidi           |      | Haras Firmamento            | Firmamento            | Horse racing silks |
| 2001 | Ivory Tower          |      | Julio César Méndez   |      | Southern Halo   |      | Iskara          |      | Haras Orilla del Monte      | Orilla del Monte      | Horse racing silks |
| 2000 | Paga                 |      | Juan Carlos Noriega  |      | Montreal Marty  |      | La Perruca      |      | Haras Las Camelias          | Camelias Mercedinas   | Horse racing silks |
| 1999 | Early Princess       |      | Pablo Falero         |      | Kitwood         |      | Early Gold      |      | Haras Vacación              | Vacación              | Horse racing silks |
| 1998 | Instant Winner       |      | Jorge Valdivieso     |      | Hidden Prize    |      | Iranienne       |      | Haras Orilla del Monte      | Orilla del Monte      | Horse racing silks |
| 1997 | Generadora           |      | Horacio Karamanos    |      | Cipayo          |      | Gitanerías      |      | Haras Los Césares           | Madrisil              | Horse racing silks |
| 1996 | Dame Type            |      | Jorge Valdivieso     |      | Cameo Type      |      | Efficient       |      | Haras San José del Socorro  | San José del Socorro  | Horse racing silks |
| 1995 | Cubata               |      | Cornelio Reynoso     |      | De Ramiro       |      | Golden Relic    |      | Haras Las Arrobles          | Las Arrobles          |                    |
| 1994 | Word Star            |      | Juan Carlos Noriega  |      | Firery Ensign   |      | Binaria         |      | Haras Ojo de Agua           | Ojo de Agua           | Horse racing silks |
| 1993 | Southern Filly       |      | Jacinto Herrera      |      | Southern Halo   |      | Filly Bold      |      | Haras La Quebrada           | Fer-Clas              |                    |
| 1992 | Orca                 |      | Jacinto Herrera      |      | Southern Halo   |      | Oh Sun          |      | Haras La Quebrada           | La Quebrada           | Horse racing silks |
| 1991 | Fontemar             |      | Jacinto Herrera      |      | Babor           |      | Fontana         |      | Haras La Quebrada           | La Quebrada           | Horse racing silks |
| 1990 | La Charlatana        |      | Jorge Valdivieso     |      | Kasteel         |      | Dialéctica      |      | Haras Los Cerrillos         | La Biznaga            | Horse racing silks |
| 1989 | Saldeable            |      | Jorge Ojeda          |      | New Dandy       |      | Saldeana        |      | Haras Firmamento            | Firmamento            | Horse racing silks |